# Listă de filme bazate pe lucrările lui Liviu Rebreanu
Aceasta este o listă de ecranizări bazate pe lucrările lui Liviu Rebreanu:
- Pădurea spânzuraților (1965)
- Răscoala (1966)
- Blestemul pămîntului – Blestemul iubirii (1980)
- Adam și Eva (1990)
- Ciuleandra (1985) - regizat de Sergiu Nicolaescu
- Apostolul Bologa (2018)